# Świat (1906–1939)
Świat (pełna nazwa: Ilustrowany Magazyn Tygodniowy „Świat”) – tygodnik społeczno-kulturalny wydawany w Warszawie w latach 1906–1939.

## Historia
Tygodnik został założony przez Stefana Krzywoszewskiego. Był wydawany przez Towarzystwo Akcyjne Orgelbranda i Synów. Czasopismo redagowali m.in.: Leon Chrzanowski, Eustachy Czekalski (sekretarz redakcji), Witold Giełżyński, Wacław Grubiński, Lucyna Kotarbińska, Janusz Makarczyk, Czesław Podwiński i Stanisław Sierosławski.
Redaktorami naczelnymi byli:
- Stefan Krzywoszewski (1906–1914),
- Czesław Podwiński (1914–1918)
- Stefan Krzywoszewski (1918–1933),
- Leon Chrzanowski (1934–1939).

„Świat” jako jeden z pierwszych w Polsce regularnie zamieszczał fotoreportaże (zdjęcia Mariana Fuksa). Wraz z tygodnikiem wydawany był dodatek literacki „Romans i Powieść” (od 1927 „Nowela i Powieść”), w którym publikowali m.in. Wiktor Gomulicki, Juliusz Kaden-Bandrowski, Kornel Makuszyński, Zofia Nałkowska, Artur Oppman, Kazimierz Przerwa-Tetmajer, Władysław Reymont, Andrzej Strug, Józef Weyssenhoff i Stanisław Ignacy Witkiewicz.
Średni nakład tygodnika wynosił 10–15 tys. egzemplarzy.
W październiku 1929 tygodnik otrzymał złoty medal na Powszechnej Wystawie Krajowej w Poznaniu.